# 10,5-cm-Haubitzkanone L/22
Die 10,5-cm-Haubitzkanone L/22 (Rh), kurz 10,5-cm-H.K. L/22 (Rh) war eine Versuchs-Haubitze des deutschen Kaiserreichs und wurde im Ersten Weltkrieg eingesetzt.

## Entwicklung
Um schnellstmöglich Vergleiche zwischen den unterschiedlichen Kalibern von 7,7 cm, 9 cm und 10,5 cm vornehmen zu können hatte Rheinmetall verschiedene Versuchsrohre auf die Lafette der 10,5-cm-leichte Feldhaubitze 98/09 gesetzt. Darunter befanden sich einige Geschütze, welche aus 12,2 cm Rohren russischer Geschütze stammten. Aus diesem Grund wurden sie als Behelfs- oder Versuchsgeschütze bezeichnet und zur Erprobung an die Front geschickt. An der Front wurde die 10,5-cm-Haubitzkanone L/22 (Rh) getestet und erprobt, um die Erfahrungen in weitere Geschütze einfließen zu lassen.

## Technische Beschreibung
Das Geschützrohr war ein Mantelrohr mit einem Schubkurbelverschluss. Hierbei wurde der Mantel einer russischen 12-cm-Haubitze genommen. Damit man bei großen Erhöhungen einen langen Rohrrücklauf erreichen konnte, wurden die Schildzapfen der Rohrwiege weiter nach hinten verlegt. Um das Vordergewicht der Rohrwiege und dem Geschützrohr aufzufangen, wurde ein Gewichtsausgleicher verbaut. Um das Geschützrohr nach der Schussabgabe wieder in die Ausgangsposition zurück zu bewegen, wurde ein Federvorholer verbaut.
Die Lafette bestand aus einer Ober- und Unterlafette und verfügte über keine Achssitze für die Bedienmannschaft. Mithilfe einer Seitenrichtmaschine wurde die Oberlafette um einen Drehzapfen auf der Unterlafette gedreht. Dabei konnte das Geschütz zu beiden Seiten um maximal 2,5 Winkelgrad gedreht werden. Die Visiereinrichtung war ähnlich wie bei der 10,5-cm-leichte Feldhaubitze 98/09. Sie bestand aus einem Rundblickfernrohr und einem Beobachtungsfernrohr mit schrägem Einblick von oben.
Auf dem geschützeigenen Munitionswagen wurde ein Radunterlage mitgeführt. Sie sollte bei der Bekämpfung von Luftzielen zum Einsatz kommen. Damit konnte das Geschütz auf einem ebenen und nicht schlammigen Untergrund gedreht werden. Durch das Eingraben des Lafettenschwanzes konnte eine Erhöhung bis zu +52 Winkelgrad erreicht werden. Die verwendete Munition war die gleiche wie bei der 10,5-cm-leichte Feldhaubitze 98/09. Bei einer Mündungsgeschwindigkeit von 461 m/s konnten die 15,8 kg schweren Granaten eine Reichweite von maximal 9,2 km erreichen.

## Einsatz
Die 10,5-cm-Haubitzkanone L/22 (Rh) war ein Einheitsgeschütz, welches sowohl in für den Flachbahn- als auch den Bogenschuss verwendbar war. Gleichzeitig sollte es auch, aufgrund der großen Rohrerhöhung von bis zu +52 Winkelgrad, gegen Luftfahrzeuge eingesetzt werden. Im Mai 1915 wurde eine Batterie aufgestellt und dem Feldartillerie-Regiment Nr. 209 der 105. Infanterie-Division an der Ostfront zugeteilt. Die gemachten Erfahrungen mit dem Geschütz waren sehr gut und die Erkenntnisse flossen später in den Bau der 10,5-cm-leichte Feldhaubitze 16 ein.
Die 10,5-cm-Haubitzkanone L/22 (Rh) hatte eine deutlich bessere ballistische Leistung als die 10,5-cm-leichte Feldhaubitze 98/09. Trotz des höheren Gewichts konnte die Batterie bei den schlechten russischen Wegen schnell in Stellung gebracht werden. Die Beweglichkeit, Handlichkeit, schnelle Feuerbereitschaft und große Schussweite der Haubitzkanone wurde von den Truppen sehr geschätzt. Auch kam es kaum zu größeren Schäden an den Geschützen. Lediglich bei einem Geschütz kam es zum Bruch einer Lafettenwand.
Im Winter 1915/1916 wurden die Geschütz in Düsseldorf untersucht und wieder instand gesetzt. Hierbei wurden vor allem die Lafettenwände verstärkt, um weiteren Beschädigungen vorzubeugen. 1916 wurden die Batterie an der Westfront als 8. Batterie beim Landwehr-Feldartillerie-Regiment Nr. 8 eingesetzt. Hier blieben sie bis zum Kriegsende im Einsatz.